# Berneuil, Haute-Vienne
Berneuil (tiếng Occitan: Bernuèlh) là một xã của tỉnh Haute-Vienne, thuộc vùng Nouvelle-Aquitaine, miền trung nước Pháp.